# مونتجوکو
مونتجوکو (به ایتالیایی: Montegioco) یک کومونه در ایتالیا است که در استان آلساندریا واقع شده‌است.

## خصوصیات
مونتجوکو ۵٫۴ کیلومترمربع مساحت و ۳۱۵ نفر جمعیت دارد و ۴۴۸ متر بالاتر از سطح دریا واقع شده‌است.